# Инглсајд у Заливу (Тексас)
Инглсајд у Заливу (енгл. Ingleside on the Bay) град је у америчкој савезној држави Тексас. По попису становништва из 2010. у њему је живело 615 становника.

## Демографија
Према попису становништва из 2010. у граду је живело 615 становника, што је 44 (6,7%) становника мање него 2000. године.
| Група             | 2000.       | 2010.       |
| Белци             | 560 (85,0%) | 494 (80,3%) |
| Афроамериканци    | 3 (0,5%)    | 10 (1,6%)   |
| Азијати           | 4 (0,6%)    | 2 (0,3%)    |
| Хиспаноамериканци | 80 (12,1%)  | 106 (17,2%) |
| Укупно            | 659         | 615         |